# George Bourne (fotograf)
George Bourne (8. září 1875 Whanganui – 10. března 1924 Auckland) byl novozélandský fotograf, který více než dvacet let pracoval pro Auckland Weekly News.

## Životopis
Narodil se 8. září 1875 ve Whanganui. Byl považován za průkopníka novinářské fotografie. Bourne byl také známý svými portréty členů kmene Maorů a byl první Evropan, který byl pozván do domu maorského proroka Rua Kenana v roce 1908. Bourne byl dobrodružný fotograf a během svého času s Auckland Weekly News hodně cestoval po celém Novém Zélandu. Fotografoval oblast Te Urewera po novozélandských válkách a v roce 1917 zachytil erupci sopky Ngauruhoe. V roce 1909 byla vydána jeho první fotomontáž pro Auckland Weekly News a v roce 1920 Bourne fotografoval Walsh Brothers Flying School a stal se jedním z prvních na jižní polokouli, kdo experimentoval s leteckou fotografií.
George Bourne zemřel 10. března 1924 ve věku 48 let v Aucklandu.

## Galerie

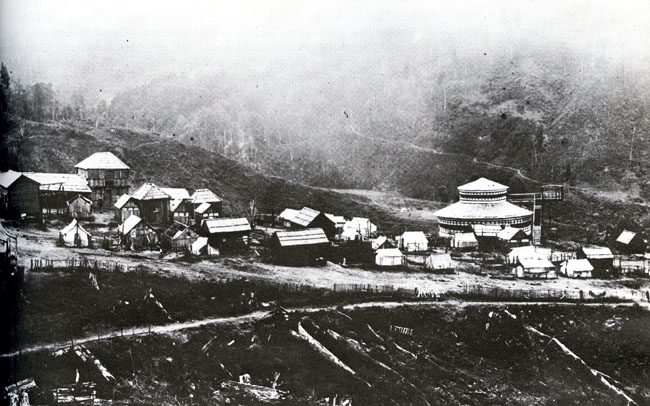
Maungapohatu, city of the mist, 1908
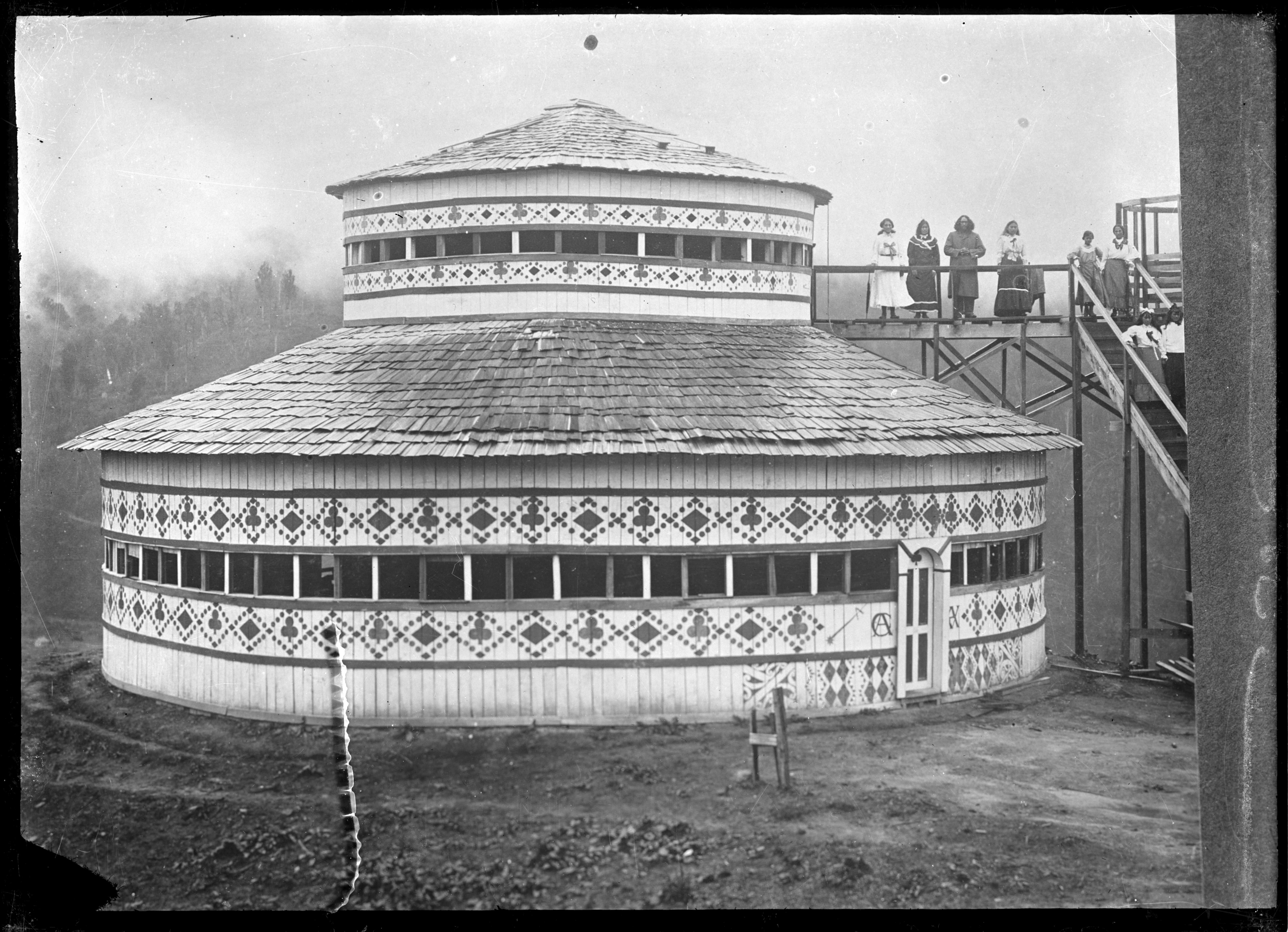
Rua Kenana Hepetipa's wooden circular courthouse and meeting house at Maungapohatu